# 基础科学研究院
基础科学研究院（英語：Institute for Basic Science）是一个韩国的科学研究机构，专攻于基础科学，隶属于科学技术情报通信部。

## 历史
2011年11月由李明博政府提议建立，2018年1月由之前租用的场地搬迁至新总部EXPO科学公园，它曾经是1993年大田世界博览会举办场地。

## 历届院长
- 第一任：吴世正（2011年11月 - 2014年2月）
- 第二任：金斗哲（2014年9月 - 2019年9月）
- 第三任：鲁都永（2019年11月 - ）

## 画廊

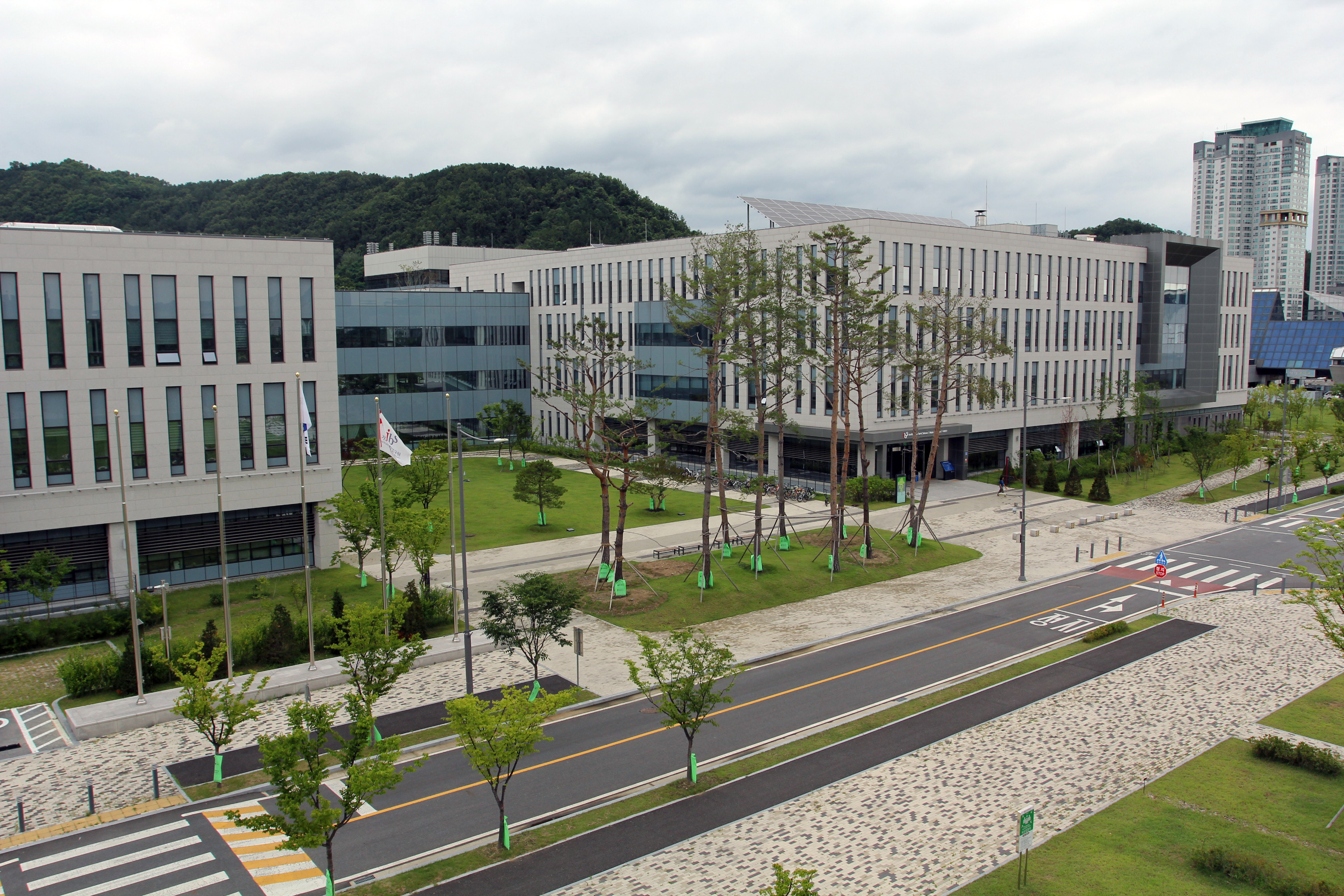
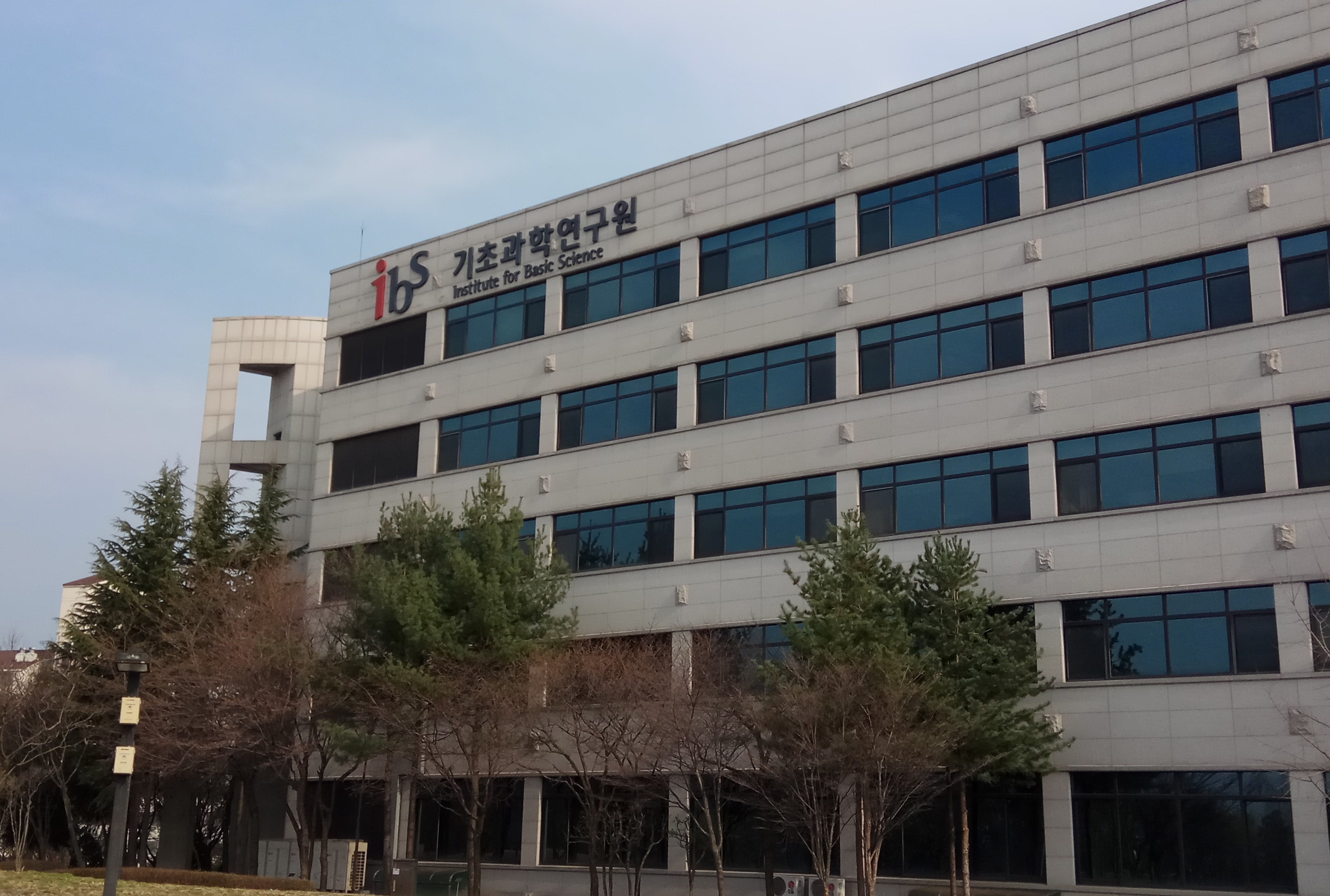